# 1905 Ambartsumian
Az 1905 Ambartsumian (ideiglenes jelöléssel 1972 JZ) a Naprendszer kisbolygóövében található aszteroida. Tamara Szmirnova fedezte fel 1972. május 14-én.